# Berlin Nakroma
O Berlin Nakroma é um ferry roll-on/roll-off de passageiros e cargas de propriedade e operado pelo Governo de Timor-Leste desde 2007. Um presente da República Federal da Alemanha para Timor-Leste, ele liga Díli, capital de Timor-Leste, com Pante Macassar no enclave timorense de Oecusse, e com a Ilha de Ataúro.

## Conceito e construção

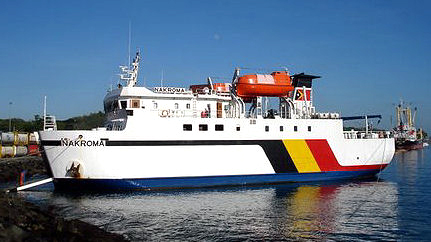
Nakroma em setembro de 2007

A República Democrática de Timor-Leste é composta por três partes principais, sendo a metade oriental de Timor, o enclave de Oecusse adjacente à costa noroeste de Timor e a ilha de Ataúro. O transporte sem passaporte entre estes três locais só é possível por mar. 
Em 2002, o Ministério Federal Alemão para a Cooperação e Desenvolvimento Económico (BMZ) encomendou um projecto de cooperação para melhorar as condições de vida dos timorenses, através do estabelecimento de uma ligação regular de transporte marítimo de passageiros e mercadorias entre os três locais. 
De 2003 a 2006, um ferry de passageiros foi fretado para operar tal conexão. Durante esse período, cerca de 3.400 passageiros usaram o serviço a cada mês. Em fevereiro de 2007, um novo ferry encomendado pelo BMZ e financiado pelo Banco de Desenvolvimento KfW, o Nakroma, foi oficialmente entregue ao governo timorense para assumir a operação do serviço. 
A balsa doada foi construída em Surabaya , Indonésia, pela PT PAL.  Ela é uma embarcação roll-on/roll-off de 47,25 m (155,0 pés) de comprimento e tem uma boca de 12 m (39 pés). Sua tonelagem é de 1.134 toneladas brutas (GT) e 262 toneladas de porte bruto (DWT). Ela pode transportar até 300 passageiros (20 na primeira classe, 149 na segunda classe à frente e 131 na segunda classe à ré) e até 110 toneladas de porte bruto (DWT) de carga. 
Em reconhecimento ao sucesso do projeto de cooperação, o ferry foi renomeado Berlin Nakroma.

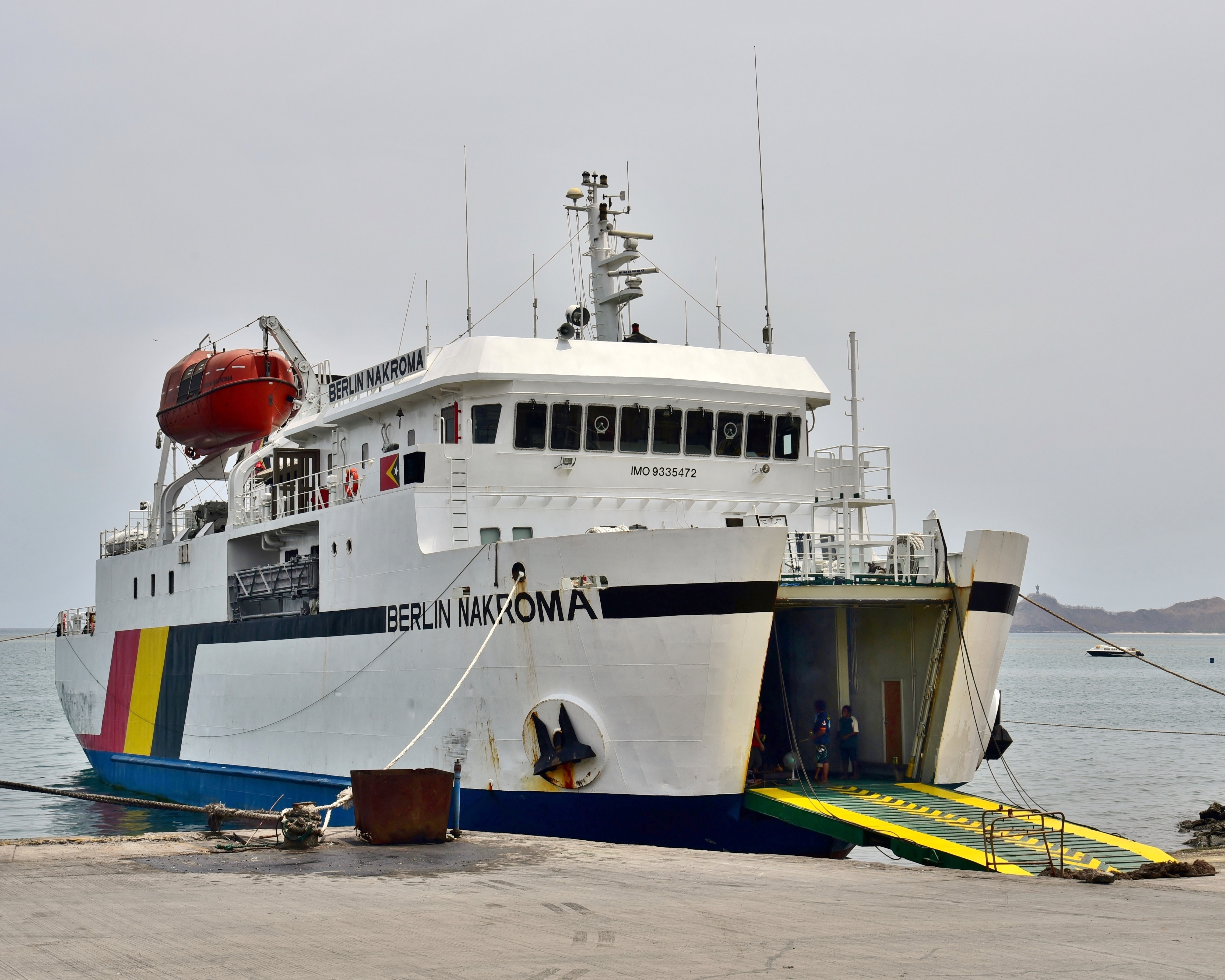
Berlin Nakroma, Dili, 2018.

## Histórico de serviço
A Berlin Nakroma opera serviços regulares de ferry que ligam Díli a Pante Macassar, em Oecusse, e a Ataúro, utilizando instalações de desembarque em Díli e Oecusse que foram melhoradas como parte do projeto de cooperação. 
O navio arvora bandeira indonésia e tem Jacarta como porto de registo, embora tenha sido criado um registo de navios timorenses em 2015, estando previsto que estivesse operacional em 2017. 
Em julho de 2017, foi anunciado que o governo alemão havia doado € 7,5 milhões ao Ministério de Obras Públicas, Transportes e Comunicações de Timor-Leste (MOPTK), para a construção de um Berlin Nakroma II. Timor-Leste projetaria o novo navio, enquanto os fundos da Alemanha seriam usados para construí-lo. 